# Gambialoa malayana
Gambialoa malayana är en insektsart som beskrevs av Irena Dworakowska 1979. Gambialoa malayana ingår i släktet Gambialoa och familjen dvärgstritar. Inga underarter finns listade i Catalogue of Life.